# Besitztumseffekt
Der Besitztumseffekt, auch Endowment-Effekt (englisch endowment effect), ist eine Hypothese aus der Verhaltensökonomik. Sie besagt, dass Menschen dazu tendieren, ein Gut wertvoller einzuschätzen, wenn sie es besitzen. Die Hypothese geht zurück auf den US-amerikanischen Ökonomen Richard Thaler, der dem Besitztumseffekt seinen Namen gab.
Durch den Besitztumseffekt können die Zahlungsbereitschaft und die Bereitschaft zum Verkauf (englisch willingness to accept) eines Individuums für ein und dasselbe Gut auseinanderfallen. Damit widerspricht die Hypothese der grundlegenden Annahme der neoklassischen Theorie, dass Menschen Entscheidungen auf Grund rationaler Präferenzen treffen. Ebenso ist der Besitztumseffekt nicht mit dem in den Wirtschaftswissenschaften weitestgehend akzeptierten Coase-Theorem vereinbar.
Vergleichbar ist der IKEA-Effekt, der den Zuwachs an Wertschätzung bezeichnet, der selbst entworfenen oder zumindest selbst zusammengebauten Gegenständen im Vergleich zu fertig gekauften Massenprodukten entgegengebracht wird.

## Entdeckung
1980 wurde der Besitztumseffekt in dem Artikel Toward a Positive Theory of Consumer Choice von Richard Thaler erstmals erwähnt. Thaler dokumentierte bereits in seinem Studium Anfang der 1970er-Jahre ökonomische Irrationalitäten im Verhalten seiner Mitmenschen. Ein später vielfach aufgegriffenes Beispiel von einem seiner Professoren, einem Weinliebhaber, beschreibt er wie folgt:

„Mr. R bought a case of good wine in the late '50's for about $5 a bottle. A few years later his wine merchant offered to buy the wine back for $100 a bottle. He refused, although he has never paid more than $35 for a bottle of wine.“

Unter der Annahme rationaler Präferenzen ginge die traditionelle ökonomische Theorie davon aus, dass der Professor jeder Flasche genau einen exakt definierten Wert zumisst. Dieser Wert entspräche dem Nutzen, den die Flasche dem Professor stiftet und würde sowohl die Zahlungsbereitschaft (englisch willingness to pay, kurz WTP) als auch die Bereitschaft, Kompensationszahlungen zu akzeptieren, also die Bereitschaft zum Verkauf (englisch willingness to accept, kurz WTA) bestimmen. Für einen Homo oeconomicus wären WTP und WTA demnach identisch. Tatsächlich war der Wert der Flasche für den Professor als Verkäufer mit über 100 $ jedoch deutlich höher als in der Käuferrolle mit maximal 35 $. Aus dieser und einer Reihe ähnlicher Beobachtungen schloss Thaler, dass es sich bei diesem ungewöhnlichen Verhalten nicht um Zufall, sondern um einen genuinen Effekt handeln muss, dem er den Namen Besitztumseffekt gab.

## Theoretischer Hintergrund
Bereits in seiner Erstveröffentlichung zum Thema erkannte Thaler die Bedeutung der kurz zuvor von Daniel Kahneman und Amos Tversky veröffentlichten Prospect-Theorie. Nach der Prospect-Theorie wird der Nutzen eines Vermögenszustands nicht nur durch den Vermögenszustand selbst, sondern auch in Relation zu einem Referenzpunkt, dem Status quo, bestimmt. Eine weitere Annahme ist die Verlustaversion. Zusammengefasst besagt die Theorie, dass Verschlechterungen im Vergleich zum Status quo als Verluste interpretiert werden und diese stärker gewichtet werden als korrespondierende Gewinne. Die Prospect Theory lieferte Thaler eine logische Erklärung für das von ihm beobachtete Verhalten. Hat der Professor eine Flasche Wein gekauft, so war dies für ihn ein Gewinn, der einen entsprechenden Nutzen stiftete. Dieses Nutzenniveau bestimmt die WTP. Besaß der Professor die Flasche Wein jedoch, so wäre der Verkauf als Verlust beziehungsweise Verschlechterung im Vergleich zum Status quo interpretiert worden. Die Verschlechterung entspräche einem negativen Nutzen, dessen Betrag größer wäre als der des zuvor genannten Gewinnnutzens. Die minimal verlangte Entschädigung für den Verlust, die WTA, läge demnach über der maximalen Zahlungsbereitschaft für den Gewinn. Die von Thaler beobachtete Differenz zwischen WTP und WTA ließe sich erklären.

## Psychologische Experimente
Bekannt ist ein Experiment mit Tassen, das Daniel Kahneman 1990 durchführte. Dabei bildete er zwei Gruppen. Der ersten Gruppe (den Verkäufern) gab er Tassen und fragte sie, welchen Preis zwischen $ 9,25 und $ 0,25 sie fordern würden, wenn sie die Tasse verkaufen müssten. Die Teilnehmer der zweiten Gruppe wurden gefragt, welchen Preis sie zahlen würden, um die Tasse zu erhalten. Der Preis der „Verkaufsgruppe“ lag im Mittel bei $ 7,12, während der Preis der „Kaufgruppe“ gerade mal bei $ 2,87 lag.
In einem anderen Experiment ging es um ein Ticket für ein Basketballspiel. Da die Universität und auch die Basketball-Halle der Universität klein sind, erhält regelmäßig eine große Zahl Anstehender trotz langen Anstehens kein Ticket. Die Mitarbeiter von Dan Ariely und Ziv Carmon gaben sich dann als Ticket-Schwarzhändler aus und fragten Ticketbesitzer, für welchen Betrag sie ihr Ticket verkaufen würden – durchschnittlich wurden $ 2400 genannt. Die Studenten ohne Ticket waren im Durchschnitt bereit, $ 170 für ein Ticket zu bezahlen. Die Ticketbesitzer rechtfertigten die hohen Preise oft mit der Bedeutung des Spiels (z. B. dass sie sich damit ein wichtiges Erlebnis gönnten, von dem sie noch ihren Kindern erzählen könnten). Die angefragten Personen ohne Ticket setzten die Geldbeträge eher in Relation zu anderen Geldbeträgen, wie zum Beispiel die Ausgaben beim Ausgehen oder Bier trinken.

## Anwendungsgebiete
Der Besitztumseffekt kann für zahlreiche Gebiete relevant sein. Die Kenntnis des Besitztumseffekts hilft zunächst Verkäufern, den Marktwert ihrer Güter realistisch einzuschätzen. Zum Beispiel kann ein unabhängiger Sachverständiger zur Grundstücksbewertung herangezogen werden.
- Steuern: Nach dem Besitztumseffekt ist (unter Konstanz aller anderen Faktoren) die Bereitschaft zur Steuerhinterziehung höher, wenn die Steuer nachgezahlt werden muss. Sie ist geringer, wenn der Steuerpflichtige eine Vorauszahlung geleistet hat und daher eine Rückzahlung erwarten kann.
- Arbeitsplatz: Arbeitnehmer und Arbeitslose bewerten den Wert einer Arbeitsstelle (und z. B. damit verknüpfter Sozialstrukturen) unterschiedlich.
- Beziehungen: „Hast du deine Freundin, weil du sie liebst, oder liebst du sie, weil du sie hast?“ (nach Ivo Bischoff).
- Regulierung: Der Effekt spielt auch im Bereich der Regulierungsökonomik eine Rolle. Er hilft z. B. bei der Betrachtung der Qualitätsregulierung in Netzsektoren wie der Wasserversorgung.[15]